# 歴代アメリカ合衆国大統領のランキング

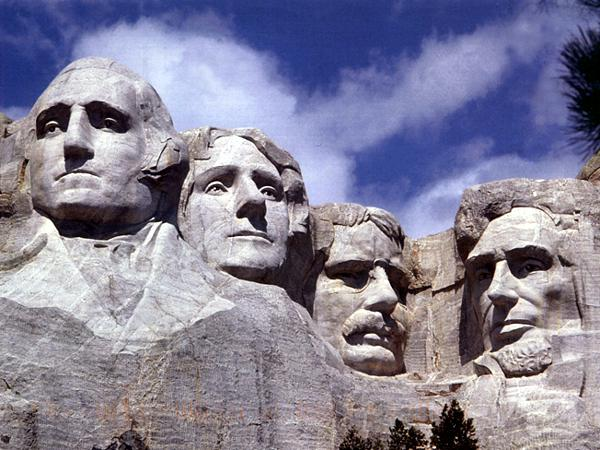
ラシュモア山にある彫刻家ガットスン・ボーグラムとカルビン・クーリッジ大統領が選んだ4人の歴代大統領。（左から右へ） ジョージ・ワシントン, トーマス・ジェファーソン, セオドア・ルーズベルト, エイブラハム・リンカーン。

歴代アメリカ合衆国大統領のランキング（れきだいアメリカがっしゅうこくだいとうりょうのランキング、英:Historical rankings of United States Presidents）では、アメリカ合衆国大統領を務めた個々の者の業績をランク付けするために行われた政治学における調査結果を示す。ランキングの方法は一般に、学術的な歴史家や政治学者の調査あるいは世論調査に基づいている。ランキングの評価項目は大統領の業績、指導力の質、失政、および過失（汚職など）である。
ジョージ・ワシントン、エイブラハム・リンカーンおよびフランクリン・ルーズベルトの3人の大統領は、様々なランキングでも常に上位に入っている。通常、これら3人の直ぐ下に来るのが、トーマス・ジェファーソンとセオドア・ルーズベルトである。10傑を選ぶと、残りに入ってくるのは、ハリー・S・トルーマン、ドワイト・D・アイゼンハワー、アンドリュー・ジャクソン、ウッドロウ・ウィルソンおよびジョン・F・ケネディである。大方のランキングで最下位になるのは、ウォレン・ハーディング、フランクリン・ピアース、ジェームズ・ブキャナンおよびドナルド・トランプである。ウィリアム・ハリソンとジェームズ・ガーフィールドは就任後短期間で死去したため、ランキングから外されることがある。
大統領によって、その外交政策における成功や失敗が国内政策における成功や失敗と反対に動くことがあるために、特別の問題を提示している。政治学者のウォルター・ディーン・バーナムは「二律背反か統合失調的性格」と表現した。歴史家のアラン・ブリンクリーは「失政と偉大あるいは偉大に近いの両方の評価を受ける大統領がいる（例えばリチャード・ニクソン）」と言った。ジェイムズ・マグレガー・バーンズはニクソンについて、「あれほど輝かしく、また道徳的に欠けている特異な大統領をどうやって評価できるだろうか？」と言った。

エイブラハム・リンカーンは、南北戦争中の指導力と、ゲティスバーグ演説のような雄弁さの故に、最も偉大な大統領と考えられることが多い。

## 著名な学術調査
1948年の調査は、ハーバード大学の歴史家アーサー・M・シュレジンジャー・シニアによって行われた。1962年の調査もやはりシュレジンジャーによって行われたが、この時は75名の歴史家から調査し、その結果はウィリアム・A・デグレゴリオによって、『アメリカ合衆国大統領のコンプリート・ブック』に収められている。シュレジンジャーの息子、アーサー・M・シュレジンジャー・ジュニアは、1996年に別の調査を行ったが、下の表には入っていない。
『アメリカ合衆国大統領のコンプリート・ブック』には、「シカゴ・トリビューン」が1982年に行った49人の歴史家に対する調査も入っている。1962年のシュレジンジャーによる調査との大きな違いはドワイト・D・アイゼンハワーのランキングであり、1962年には22位だったのが、1982年には9位に上昇していた。

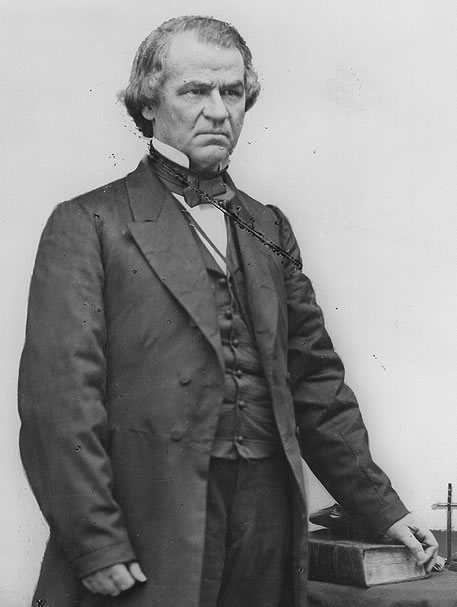
アンドリュー・ジョンソン（在位：1865年-1869年）は、そのレコンストラクションに対する処し方の故に決まって悪い評価を受けている。

シエナ大学のシエナ研究所は1982年、1990年、1994年および2002年に調査を行った。1994年の調査では、フランクリン・ルーズベルトとエイブラハム・リンカーンの2人のみが80ポイント以上を獲得し、アンドリュー・ジョンソンとウォレン・ハーディングの2人は50ポイント以下であった。
下表で1996年の列は、1989年から1996年に、ウィリアム・J・ライディングズ・ジュニアとスチュアート・B・マッカイバーによって行われ、『大統領の評価：アメリカ合衆国指導者のランキング、偉大および尊敬すべき、から、不正直および無能、まで』という書籍で出版された調査の結果である。719人以上の人、特に学術的な歴史家と政治学者が調査に参加した。ただし、政治家や著名人も何人か加わっている。各州からの参加者が含まれ、特に女性の歴史家や「アフリカ系アメリカ人研究の専門家」と共に非アメリカ人歴史家も数人からデータを得たことが強調されている。調査の回答者は大統領を5つの評価項目（指導力の質、業績と危機管理、政治的手腕、人の任命、性格と品位）で評価し、その結果は全体のランキングをできるように整理された。
ケーブルサテライト広報ネットワーク（C-SPAN）による1999年に行われた大統領指導力の調査は学術的歴史家を対象にしていた。この調査では、エイブラハム・リンカーン、ジョージ・ワシントンおよびフランクリン・ルーズベルトの3人が抜きん出て最良の大統領であり、ウィリアム・ハリソン、アンドリュー・ジョンソン、フランクリン・ピアースおよびジェームズ・ブキャナンが最下位だった。
ウォールストリート・ジャーナルによる2000年の調査は、「理論的にバランスの取れた132名の著名な歴史学、法学および政治学の教授を対象にしていた。この調査では政治的な進歩派と保守派から同数を含めており、その編集者は過去の調査がどちらか一つの集団に固まっており、平衡が取れていなかったと指摘した。この編集者に拠れば、この調査では1996年のシュレジンジャー・ジュニアによる調査よりも、多くの女性、少数民族および若い教授からの回答が含まれていると言っている。さらにこの編集者の注釈では、この調査の結果は1996年のシュレジンジャー・ジュニアによる調査の結果と「極めて類似した」ものであるが、2000年調査における大きな違いは、1960年代の大統領リンドン・ジョンソンとジョン・F・ケネディが低くなり、ロナルド・レーガンが高く8位にランクされたことである。フランクリン・ルーズベルトは依然上位3傑に入っている。
ウォールストリート・ジャーナルによるもう一つの調査は、フェデラリスト協会のためにノースウェスタン大学ロースクールのジェイムズ・リンドグレンが行ったものである。2000年調査と同様に、編集者は進歩派と保守派の意見をバランスさせるように考え、「民主党寄りと共和党寄りの学者を等しい重み付けとなるように」結果を調整した。フランクリン・ルーズベルトはやはり上位3傑に入っているが、編集者のジェイムズ・タラントは、民主党寄りの学者がジョージ・W・ブッシュを下位から6番目に位置付けたの対し、共和党寄りの学者上から6番目に位置付けて、スプリット・デシジョンによる「平均並」ということになった、としている。
2008年のヒストリー・ニューズ・ネットワークによる歴史の専門家を対象にした調査では、98％の者がジョージ・W・ブッシュの執政は失敗だったと信じており、61％は歴史上最悪と信じている。

## 学術調査の結果
下表の数字は各調査における順位を示す。ただし、バラク・オバマ以降は対象から外れている。
凡例
- A - 1948年調査 / シュレジンジャー
- B - 1962年調査 / シュレジンジャー
- C - 1982年調査 / マーレイ・ブレッシング（歴史家846人）
- D - 1982年調査 / シカゴ・トリビューン
- E - 1982年調査 / シエナ
- F - 1990年調査 / シエナ
- G - 1994年調査 / シエナ
- H - 1996年調査 / ライディングズ・マッカイバー
- I - 1999年調査 / CSPAN
- J - 2000年調査 / ウォールストリート・ジャーナル
- K - 2002年調査 / シエナ
- L - 2005年調査 / ウォールストリート・ジャーナル
- M - 2008年調査 / タイムズ
- N - 2018年調査 / アメリカ政治学会

- 大統領の列は姓の50音順に再配列される。

| 代     | 大統領                         | A  | B  | C  | D      | E  | F  | G  | H  | I  | J  | K  | L  | M      | N  |
| ------ | ------------------------------ | -- | -- | -- | ------ | -- | -- | -- | -- | -- | -- | -- | -- | ------ | -- |
| 01     | ジョージ・ワシントン           | 02 | 02 | 03 | 03     | 04 | 04 | 04 | 03 | 03 | 01 | 04 | 01 | 02     | 02 |
| 02     | ジョン・アダムズ               | 09 | 10 | 09 | 14 tie | 10 | 14 | 12 | 14 | 16 | 13 | 12 | 13 | 13     | 14 |
| 03     | トーマス・ジェファーソン       | 05 | 05 | 04 | 05     | 02 | 03 | 05 | 04 | 07 | 04 | 05 | 04 | 04     | 05 |
| 04     | ジェームズ・マディソン         | 14 | 12 | 14 | 17     | 09 | 08 | 09 | 10 | 18 | 15 | 09 | 17 | 15     | 12 |
| 05     | ジェームズ・モンロー           | 12 | 18 | 15 | 16     | 15 | 11 | 15 | 13 | 14 | 16 | 08 | 16 | 21     | 18 |
| 06     | ジョン・クィンシー・アダムズ   | 11 | 13 | 16 | 19     | 17 | 16 | 12 | 18 | 19 | 20 | 17 | 25 | 16     | 23 |
| 07     | アンドリュー・ジャクソン       | 06 | 06 | 07 | 06     | 13 | 09 | 11 | 08 | 13 | 06 | 13 | 10 | 14     | 15 |
| 08     | マーティン・ヴァン・ビューレン | 15 | 17 | 20 | 18     | 21 | 21 | 22 | 21 | 30 | 23 | 24 | 27 | 40     | 27 |
| 09     | ウィリアム・ハリソン           | —  | —  | —  | 38     | 26 | 35 | 28 | 35 | 37 | —  | 36 | —  | 39     | 42 |
| 10     | ジョン・タイラー               | 22 | 25 | 28 | 29     | 34 | 33 | 34 | 34 | 36 | 34 | 37 | 35 | 31     | 37 |
| 11     | ジェームズ・ポーク             | 10 | 08 | 12 | 11     | 12 | 13 | 14 | 11 | 12 | 10 | 11 | 09 | 09     | 20 |
| 12     | ザカリー・テイラー             | 25 | 24 | 27 | 28     | 29 | 34 | 33 | 29 | 28 | 31 | 34 | 33 | 28     | 35 |
| 13     | ミラード・フィルモア           | 24 | 26 | 29 | 31     | 32 | 32 | 35 | 36 | 35 | 35 | 38 | 36 | 33     | 38 |
| 14     | フランクリン・ピアース         | 27 | 28 | 31 | 35     | 35 | 36 | 37 | 37 | 39 | 37 | 39 | 38 | 41     | 41 |
| 15     | ジェームズ・ブキャナン         | 26 | 29 | 33 | 36     | 37 | 38 | 39 | 40 | 41 | 39 | 41 | 40 | 42     | 43 |
| 16     | エイブラハム・リンカーン       | 01 | 01 | 01 | 01     | 03 | 02 | 02 | 01 | 01 | 02 | 02 | 02 | 01     | 01 |
| 17     | アンドリュー・ジョンソン       | 19 | 23 | 32 | 32     | 38 | 39 | 40 | 38 | 40 | 36 | 42 | 37 | 24     | 40 |
| 18     | ユリシーズ・グラント           | 28 | 30 | 35 | 30     | 36 | 37 | 38 | 38 | 33 | 32 | 35 | 29 | 18     | 21 |
| 19     | ラザフォード・ヘイズ           | 13 | 14 | 22 | 22     | 22 | 23 | 24 | 26 | 25 | 22 | 27 | 24 | 27     | 29 |
| 20     | ジェームズ・ガーフィールド     | —  | —  | —  | 33     | 25 | 30 | 27 | 30 | 29 | —  | 33 | —  | 34 tie | 34 |
| 21     | チェスター・A・アーサー        | 17 | 21 | 26 | 24     | 24 | 26 | 26 | 32 | 28 | 26 | 30 | 26 | 22     | 31 |
| 22, 24 | グロバー・クリーブランド       | 08 | 11 | 17 | 13     | 18 | 17 | 19 | 17 | 16 | 12 | 20 | 12 | 19     | 24 |
| 23     | ベンジャミン・ハリソン         | 21 | 20 | 23 | 25     | 31 | 29 | 28 | 31 | 31 | 27 | 32 | 30 | 29 tie | 32 |
| 25     | ウィリアム・マッキンリー       | 18 | 15 | 18 | 10     | 19 | 19 | 18 | 17 | 15 | 14 | 19 | 14 | 17     | 19 |
| 26     | セオドア・ルーズベルト         | 07 | 07 | 05 | 04     | 05 | 05 | 03 | 05 | 04 | 05 | 03 | 05 | 05     | 04 |
| 27     | ウィリアム・H・タフト          | 16 | 16 | 19 | 20     | 20 | 20 | 21 | 20 | 24 | 19 | 21 | 20 | 29 tie | 22 |
| 28     | ウッドロウ・ウィルソン         | 04 | 04 | 06 | 07     | 06 | 06 | 06 | 06 | 06 | 11 | 06 | 11 | 10     | 11 |
| 29     | ウォレン・ハーディング         | 29 | 31 | 36 | 37     | 39 | 40 | 41 | 38 | 38 | 37 | 40 | 39 | 34 tie | 39 |
| 30     | カルビン・クーリッジ           | 23 | 27 | 30 | 27     | 30 | 31 | 36 | 33 | 27 | 25 | 29 | 23 | 26     | 28 |
| 31     | ハーバート・フーヴァー         | 20 | 19 | 21 | 21     | 27 | 28 | 29 | 24 | 34 | 29 | 31 | 31 | 36     | 36 |
| 32     | フランクリン・ルーズベルト     | 03 | 03 | 02 | 02     | 01 | 01 | 01 | 02 | 02 | 03 | 01 | 03 | 03     | 03 |
| 33     | ハリー・S・トルーマン          | —  | 09 | 08 | 08     | 07 | 07 | 07 | 07 | 05 | 07 | 07 | 07 | 07     | 06 |
| 34     | ドワイト・D・アイゼンハワー    | —  | 22 | 11 | 09     | 11 | 12 | 08 | 09 | 09 | 09 | 10 | 08 | 06     | 07 |
| 35     | ジョン・F・ケネディ            | —  | —  | 13 | 14 tie | 08 | 10 | 10 | 15 | 08 | 18 | 14 | 15 | 11     | 16 |
| 36     | リンドン・ジョンソン           | —  | —  | 10 | 12     | 14 | 15 | 13 | 12 | 10 | 17 | 15 | 18 | 12     | 10 |
| 37     | リチャード・ニクソン           | —  | —  | 34 | 34     | 28 | 25 | 23 | 32 | 25 | 33 | 26 | 32 | 37 tie | 33 |
| 38     | ジェラルド・フォード           | —  | —  | 24 | 23     | 23 | 27 | 32 | 27 | 23 | 28 | 28 | 28 | 25     | 25 |
| 39     | ジミー・カーター               | —  | —  | 25 | 26     | 33 | 24 | 25 | 19 | 22 | 30 | 25 | 34 | 32     | 26 |
| 40     | ロナルド・レーガン             | —  | —  | —  | —      | 16 | 22 | 20 | 26 | 11 | 08 | 16 | 06 | 08     | 09 |
| 41     | ジョージ・H・W・ブッシュ       | —  | —  | —  | —      | —  | 18 | 31 | 22 | 20 | 21 | 22 | 21 | 20     | 17 |
| 42     | ビル・クリントン               | —  | —  | —  | —      | —  | —  | 16 | 23 | 21 | 24 | 18 | 22 | 23     | 13 |
| 43     | ジョージ・W・ブッシュ          | —  | —  | —  | —      | —  | —  | —  | —  | —  | —  | 23 | 19 | 37 tie | 30 |
| 44     | バラク・オバマ                 | —  | —  | —  | —      | —  | —  | —  | —  | —  | —  | —  | —  | —      | 08 |
| 45,47  | ドナルド・トランプ             | —  | —  | —  | —      | —  | —  | —  | —  | —  | —  | —  | —  | —      | 44 |
| 46     | ジョー・バイデン               |    |    |    |        |    |    |    |    |    |    |    |    |        |    |

これら調査には一千人以上の人が参加した。ランキングの妥当性の問題は、歴史家や政治学者にとって特別の関心ごとであり、人格、指導力、成果と党派制の相対的な重要性を明確にしようとしてきた。学者集団による数値ランキングは最近数十年間に受け入れられており、ベイリー（1966年）や多くの伝記作者を典型とする伝統的な個別著者による評価方法から取って代わられた。
グロバー・クリーブランドは間を置いて2期大統領を務め、第22代と第24代大統領になったので、各調査における大統領の総数は調査時点で対象となった大統領の総数より少なくとも1人少ない。ウィリアム・ハリソンとジェームズ・ガーフィールドは任期が短かったため、調査から外されることがある。

## 進歩派と保守派の評価者
1982年マーレイ・ブレッシング調査では歴史家達に、国内、社会および経済問題について進歩派か保守派かを尋ねた。下表は2つの集団で上位と下位のランキングで違いがあまりないことを示している。考え方の違いによる結果で上位10傑の唯一の違いは、リンドン・ジョンソン（進歩派）がドワイト・D・アイゼンハワー（保守派）の代わりに入っていることであり、下位7傑では保守派がジミー・カーターを下位7人の一人に選んでいることに対し、進歩派はカルビン・クーリッジを選んだことが異なっている。
| 順位 | 進歩派 (総数190)           | 保守派 (総数50)            |
| ---- | -------------------------- | -------------------------- |
| 1    | リンカーン                 | リンカーン                 |
| 2    | フランクリン・ルーズベルト | ワシントン                 |
| 3    | ワシントン                 | フランクリン・ルーズベルト |
| 4    | ジェファーソン             | ジェファーソン             |
| 5    | セオドア・ルーズベルト     | セオドア・ルーズベルト     |
| 6    | ウィルソン                 | ジャクソン                 |
| 7    | ジャクソン                 | トルーマン                 |
| 8    | トルーマン                 | ウィルソン                 |
| 9    | リンドン・ジョンソン       | アイゼンハウアー           |
| 10   | ジョン・アダムズ           | ジョン・アダムズ           |
| ...  |                            |                            |
| 30   | クーリッジ                 | カーター                   |
| 31   | ピアス                     | ニクソン                   |
| 32   | ブキャナン                 | ピアス                     |
| 33   | アンドリュー・ジョンソン   | アンドリュー・ジョンソン   |
| 34   | グラント                   | ブキャナン                 |
| 35   | ニクソン                   | グラント                   |
| 36   | ハーディング               | ハーディング               |

## 世論調査

### C-SPAN視聴者調査
ケーブルサテライト広報ネットワーク（C-SPAN）は1999年に視聴者に大統領の順位を尋ね、1,145人から回答を得た。視聴者調査の結果は、C-SPANによる1999年歴史家調査の結果と似ているが、幾つかの顕著な違いがある。
1. エイブラハム・リンカーン
2. ジョージ・ワシントン
3. セオドア・ルーズベルト
4. フランクリン・ルーズベルト
5. トーマス・ジェファーソン
6. ロナルド・レーガン
7. ハリー・S・トルーマン
8. ドワイト・D・アイゼンハワー
9. ジェームズ・モンロー
10. ジェームズ・マディソン
11. ジョン・アダムズ
12. ジョン・F・ケネディ
13. ウッドロウ・ウィルソン
14. アンドリュー・ジャクソン
15. ジョン・クィンシー・アダムズ
16. ジョージ・H・W・ブッシュ
17. ジェームズ・ポーク
18. ウィリアム・マッキンリー
19. リンドン・ジョンソン
20. リチャード・ニクソン

### ABC世論調査
ABC ニュースの大統領の偉大さについての調査は、2000年2月16日から20日に行われ、全国の1,012人の成人が回答した。質問は「最も偉大なアメリカの大統領は誰だと思いますか？」 以下の大統領名横の括弧内は全体に対する回答比率である。
1. エイブラハム・リンカーン (19%)
2. ジョン・F・ケネディ (17%)
3. フランクリン・ルーズベルト (11%)
4. 意見なし (10%)
5. ロナルド・レーガン (9%)
6. ジョージ・ワシントン (8%)
7. ビル・クリントン (7%)
8. セオドア・ルーズベルト (4%)
9. ジョージ・H・W・ブッシュ (4%)
10. トーマス・ジェファーソン (3%)
11. ハリー・S・トルーマン (2%)
12. リチャード・ニクソン (2%)
13. ジミー・カーター (1%)
14. ドワイト・D・アイゼンハワー (1%)

### ラスムッセン・リポーツ世論調査
ラスムッセン・リポーツ世論調査は2007年6月13日から24日に、1,000人の無作為抽出された成人にアメリカの大統領を評価するよう求めた。6人の大統領は80％以上の回答者から肯定の評価がされた。ジョージ・ワシントン、エイブラハム・リンカーン、トーマス・ジェファーソン、セオドア・ルーズベルト、フランクリン・ルーズベルトおよびジョン・F・ケネディである。20人の大統領は50％以上の回答者から肯定の評価がされた。
50％以上の回答者から否定の評価がされた大統領は、わずか2人であった。リチャード・ニクソンとジョージ・W・ブッシュである。
肯定的に見られる大統領
1. ジョージ・ワシントン (94%肯定)
2. エイブラハム・リンカーン (92%肯定)
3. トーマス・ジェファーソン (89%肯定)
4. セオドア・ルーズベルト (84%肯定)
5. フランクリン・ルーズベルト (81%肯定)
6. ジョン・F・ケネディ (80%肯定)
7. ジョン・アダムズ (74%肯定)
8. ジェームズ・マディソン (73%肯定)
9. ロナルド・レーガン (72%肯定)
10. ドワイト・D・アイゼンハワー (72%肯定)
11. ハリー・S・トルーマン (70%肯定)
12. アンドリュー・ジャクソン (69%肯定)
13. ジェラルド・フォード (62%肯定)
14. ジョン・クィンシー・アダムズ (59%肯定)
15. ユリシーズ・グラント (58%肯定)
16. ジミー・カーター (57%肯定)
17. ウィリアム・H・タフト (57%肯定)
18. ジョージ・H・W・ブッシュ the former president (57%肯定)
19. ウッドロウ・ウィルソン (56%肯定)
20. ビル・クリントン (55%肯定)

否定的に見られる大統領
1. リチャード・ニクソン (60%否定)
2. ジョージ・W・ブッシュ (59%否定)

### ワシントン大学世論調査
ワシントン大学の大統領の偉大さについての調査は、2005年2月11日に行われ国中の800人の成人に尋ねた。「歴史上現在までのアメリカ合衆国大統領全てについて考え、誰をアメリカの最も偉大な大統領と言いますか？」 以下の大統領名横の括弧内は全体に対する回答比率である。
1. エイブラハム・リンカーン (20%)
2. ロナルド・レーガン (15%)
3. フランクリン・ルーズベルト (12%)
4. ジョン・F・ケネディ (11%)
5. ビル・クリントン (10%)
6. その他、知らない (9%)
7. ジョージ・W・ブッシュ (8%)
8. ジョージ・ワシントン (6%)
9. セオドア・ルーズベルト (3%)
10. ドワイト・D・アイゼンハワー (3%)
11. ジミー・カーター (2%)
12. トーマス・ジェファーソン (2%)
13. リチャード・ニクソン (1%)
14. ジョン・アダムズ (<1%)
15. アンドリュー・ジャクソン (<1%)
16. リンドン・ジョンソン (<1%)

### ギャラップ世論調査

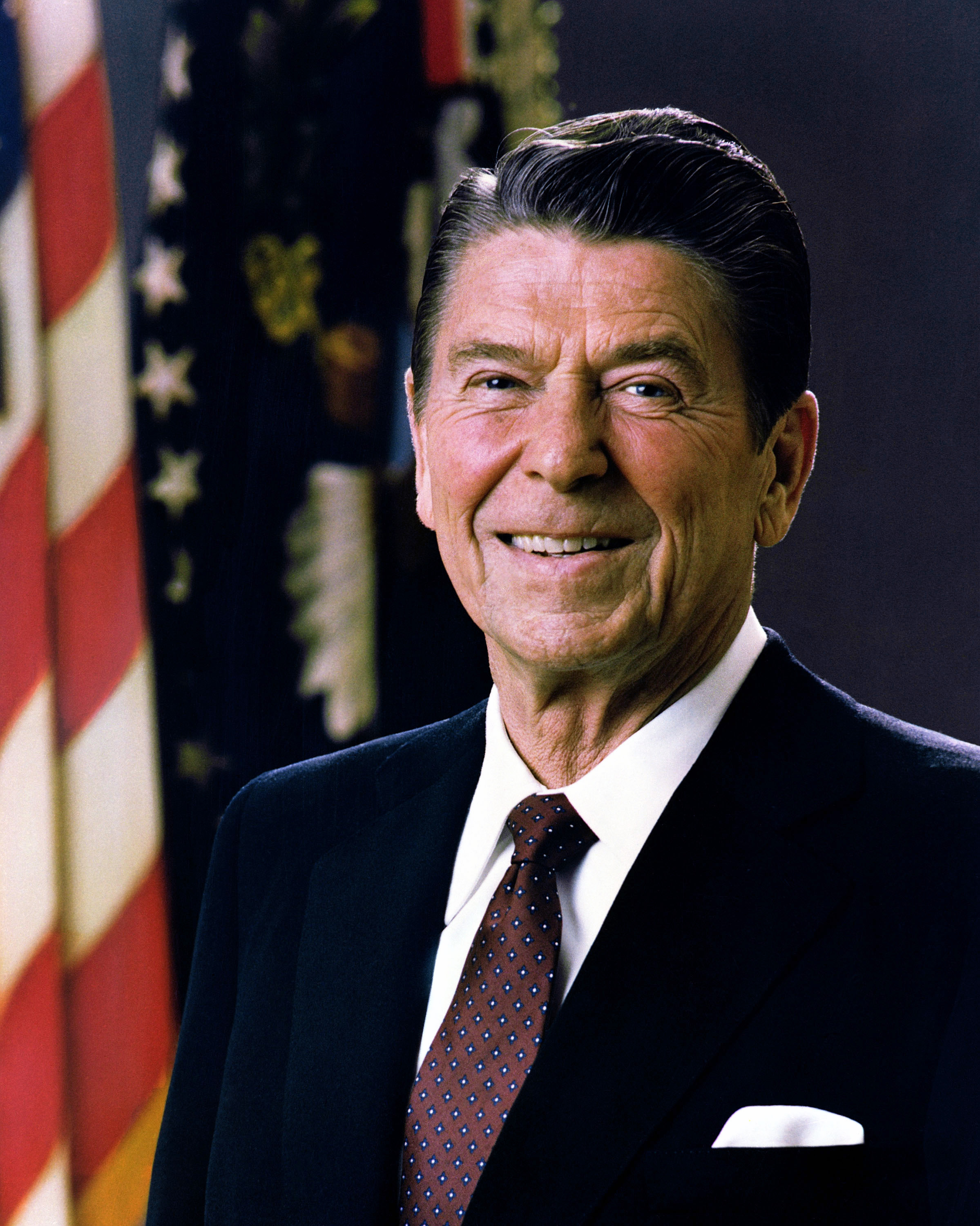
ロナルド・レーガンは21世紀の世論調査で良い評価が出るようになった。

大統領の偉大さについてのギャラップ世論調査は2007年2月9日から11日に行われ、国中の1,006人の成人に聞いた。「誰が最も偉大なアメリカ合衆国大統領だと見なしますか？」 以下の大統領名横の括弧内は全体に対する回答比率である。
1. エイブラハム・リンカーン (18%)
2. ロナルド・レーガン (16%)
3. ジョン・F・ケネディ (14%)
4. ビル・クリントン (13%)
5. フランクリン・ルーズベルト (9%)
6. その他、該当無し、意見なし (8%)
7. ジョージ・ワシントン (7%)
8. ハリー・S・トルーマン (3%)
9. ジョージ・W・ブッシュ (2%)
10. セオドア・ルーズベルト (2%)
11. ドワイト・D・アイゼンハワー (2%)
12. トーマス・ジェファーソン (2%)
13. ジミー・カーター (2%)
14. ジェラルド・フォード (1%)
15. ジョージ・H・W・ブッシュ (1%)
16. リチャード・ニクソン (0%)

## 最近の大統領に関する世論調査
これら世論調査はアイゼンハワー以降の大統領の評価である。

### クウイニピアク大学世論調査
クウイニピアク大学世論調査は2006年5月23日から30日に行われ、1,534人のアメリカ人登録有権者に、最近61年間で最悪のアメリカ合衆国大統領を尋ねた。
「第二次世界大戦以降のこれら11人の大統領の中で、誰が「最悪の大統領」と考えますか？ハリー・S・トルーマン、ドワイト・D・アイゼンハワー、ジョン・F・ケネディ、リンドン・ジョンソン、リチャード・ニクソン、ジェラルド・フォード、ジミー・カーター、ロナルド・レーガン、ジョージ・H・W・ブッシュ、ビル・クリントンおよびジョージ・W・ブッシュ」以下の大統領名横の括弧内は全体に対する回答比率である。
1. ジョージ・W・ブッシュ (34%)
2. リチャード・ニクソン (17%)
3. ビル・クリントン (16%)
4. ジミー・カーター (13%)
5. 知らない、回答無し (5%)
6. リンドン・ジョンソン (4%)
7. ジョージ・H・W・ブッシュ (3%)
8. ロナルド・レーガン (3%)
9. ジェラルド・フォード (2%)
10. ハリー・S・トルーマン (1%)
11. ジョン・F・ケネディ (1%)
12. ドワイト・D・アイゼンハワー (<1%)

### USAトゥデイとギャラップの世論調査
USAトゥデイとギャラップの世論調査は2006年12月8日から10日に行われ、国中の1,009人の成人に尋ねた。「以下の大統領のそれぞれがどの程度歴史に残ると思いますか？傑出した大統領として、平均以上、平均、平均以下、あるいはお粗末」
| Result   | ブッシュ | クリントン | パパブッシュ | レーガン | カーター | フォード |
|          | [43]     | [42]       | [41]         | [40]     | [39]     | [38]     |
| -------- | -------- | ---------- | ------------ | -------- | -------- | -------- |
| 傑出     | 4%       | 12%        | 5%           | 24%      | 11%      | 6%       |
| 平均以上 | 15%      | 33%        | 27%          | 40%      | 27%      | 17%      |
| 平均     | 27%      | 29%        | 50%          | 26%      | 38%      | 60%      |
| 平均以下 | 25%      | 15%        | 10%          | 6%       | 13%      | 9%       |
| お粗末   | 29%      | 10%        | 8%           | 4%       | 9%       | 3%       |
| 不確定   | -        | -          | -            | 1%       | 3%       | 5%       |